# Mont Ventoux

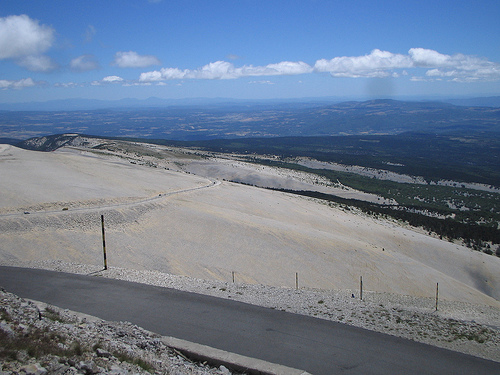
Uitzicht op het 'maanlandschap' vanaf de top

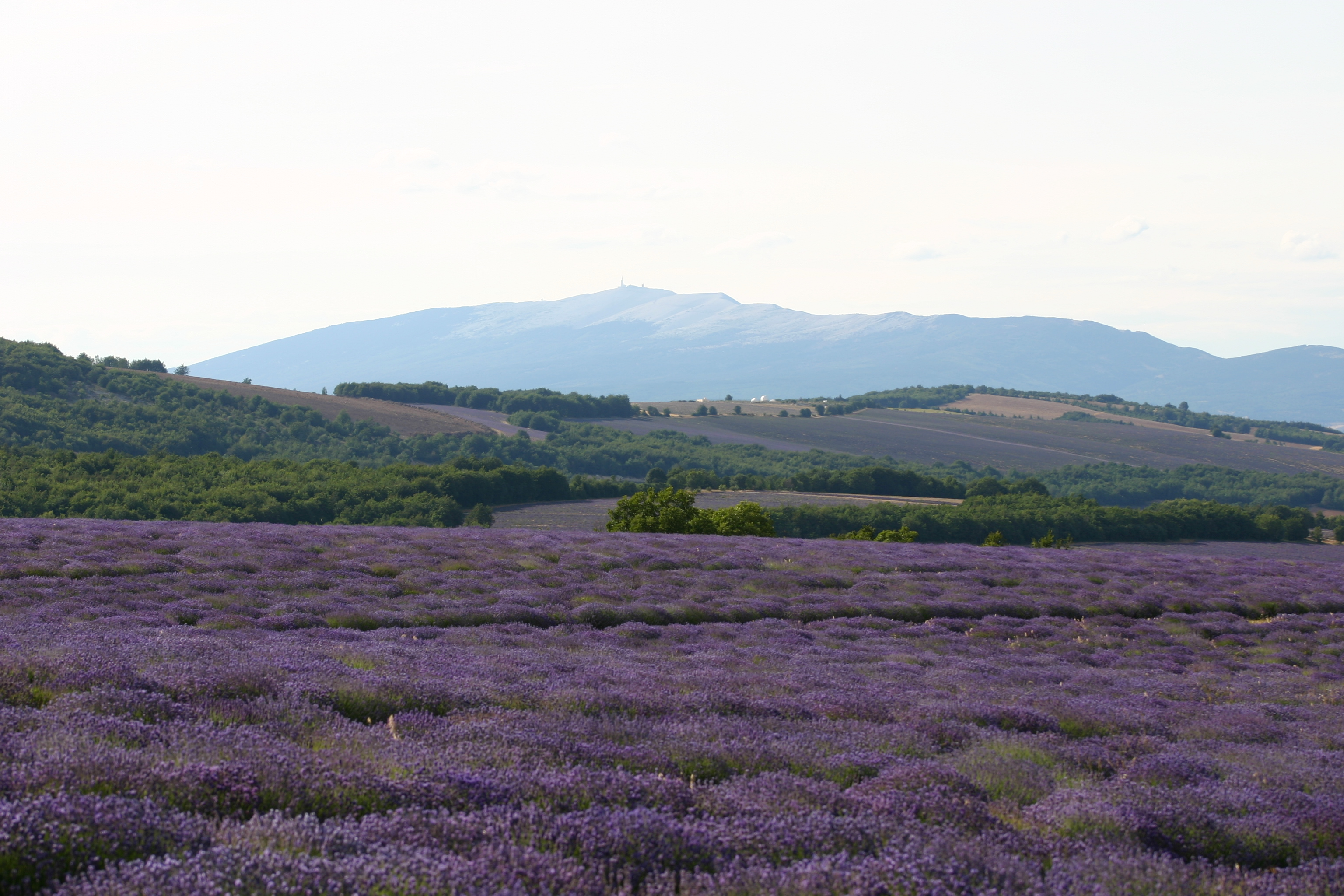
Lavendel met de Mont Ventoux op de achtergrond

De Mont Ventoux is een berg en regionaal natuurpark in het departement Vaucluse in het zuiden van Frankrijk, gelegen op zo'n twintig kilometer ten noordoosten van Carpentras op de grens tussen de gemeenten Beaumont-du-Ventoux en Bédoin.
Deze top in het Massif des Cèdres is de enige van deze hoogte (bijna 2000 m) in de streek de Provence en hij wordt daarom ook wel de Reus van de Provence genoemd. De naam 'Mont Ventoux' is afgeleid van het Occitaanse woord vent dat wind betekent en zou zijn opgedragen aan Vintour, de Keltische (Liguurse) god van de wind. Er zijn op de top van de berg windsnelheden tot 300 km/uur geregistreerd. Een andere verklaring van de naam dateert uit de 1e of 2e eeuw na Christus. De Gallische naam laat zich reconstrueren als 'Ven-top(s)', hetgeen 'sneeuw-top' betekent. In de 10e eeuw verschijnen de namen Mons Ventosus en Mons Ventorius.
In de streek worden de wijn AOC Ventoux en de kazen Banon AOC en 'fromage fort du Mont Ventoux' gemaakt.
De top van de Mont Ventoux ligt op 1913 meter hoogte. Het hoogteverschil met de voet van de berg bedraagt 1614 m. Op de top van de berg bevindt zich een weerstation met een grote zendmast. De berg is bekend doordat de beklimming ervan herhaaldelijk is opgenomen in enkele gerenommeerde wielerwedstrijden, zoals de Ronde van Frankrijk, vanwege de moeilijkheidsgraad en het kale 'maanlandschap'. De bestijging te voet werd in de Renaissance reeds beschreven door Petrarca in zijn Beklimming van de Mont Ventoux.

## Ontstaan
In het Trias werd een sedimentatiebekken gevormd in wat nu Zuidoost-Frankrijk is. In het Juratijdperk ontstond er door bodemdaling een verbinding met de al aanwezige zee op de plaats waar nu de Alpen liggen. Dit is de Tethyszee. Deze zee kende onderzeese ruggen (de huidige Vercors en Mont Ventoux) en dalen (de zogenaamde ‘fosse voconcienne’). In deze laagte werden dikke lagen sedimenten afgezet. In de Krijtperiode raakte dit bekken gevuld en door het tropische klimaat ontstonden koraalriffen.
Aan het einde van het Mesozoïcum begon een ingewikkeld proces van plooiing en overschuiving als gevolg van de convergentie tussen de Europese en Apulische tektonische platen. Het grondpatroon van het huidige reliëf in dit deel van Frankrijk met de Mont Ventoux en de Dentelles de Montmirail werd toen vastgelegd. In het Mioceen bereikte de alpine orogenese (zie Geologie van de Alpen) haar eerste hoogtepunt. Aan de zuidzijde van de Alpen ontstond een zee. De Mont Ventoux, het plateau van Vaucluse en de Montagne de Lure vormden eilanden in deze zee. Bij het begin van het Kwartair was deze zee geheel gevuld met sediment. Na de laatste IJstijd was het huidige hydrografische systeem in de omgeving van de Mont Ventoux min of meer gevormd.
In het verre verleden was dit voor de bevolking de heilige berg.
Zo zou het ook heel aannemelijk zijn dat "Mont Ventoux" de betekenis had : "Berg van alle geesten".

## Ligging
De Mont Ventoux ontleent zijn kenmerken aan de markante ‘vrijliggende’ positie in het landschap van dit deel van de Provence: vanuit het zuiden en zuidwesten is de top immers bij helder weer van op grote afstand te zien. Aan de noordzijde wordt het Ventouxmassief van de Montagne de Bluye (1062) gescheiden door de diepe vallei van de Toulourenc. In het zuiden vormen de Gorges de la Nesque de scheiding met de Monts de Vaucluse en in het oosten vormt de laagte rondom Sault de scheiding met de Montagne de Lure. In het westen is het bekken van Malaucène de overgangszone naar de Dentelles de Montmirail (hoogste punt 734 m).
Heel typerend voor de Mont Ventoux is de asymmetrische vorm van het massief. De noordhelling is steiler dan de meer geleidelijk verlopende zuidhelling.

## Microklimaat
Het grote hoogteverschil tussen de top van de Mont Ventoux en het omliggende gebied én de overwegend west-oostverlopende richting van het Ventouxmassief veroorzaakt een grote verscheidenheid in de klimatologische omstandigheden.
De zuidwestzijde van het massief (grenzend aan de vlakte van Bédoin) kent tot ongeveer 1000 meter hoogte een uitgesproken mediterraan klimaat. De oostzijde is meer blootgesteld aan storingen en heeft daarom een kouder en vochtiger klimaat. Het massief zelf is verantwoordelijk voor een krachtige opwaartse beweging van de luchtmassa, waardoor de neerslaghoeveelheden aanzienlijk zijn. Gemiddeld zijn er per jaar 90 regendagen. Bij Chalet-Reynard, een uitspanning op 1417 m hoogte waar de wegen van Bédoin en Sault naar de top samenkomen, is de gemiddelde jaarlijkse neerslag 1130 mm, op de top is dat 1220 mm. De neerslag is onregelmatig over het jaar gespreid met een hogere intensiteit in de herfst en het einde van de lente. Heftige wolkbreuken van 100 mm in één uur zijn geen uitzondering.
In de zomer schommelen de temperaturen in de zones hoger dan 1000 meter tussen 10 en 18 °C. Gemiddeld 100 dagen per jaar is de top van de berg gehuld in mist of laaghangende bewolking. In de winter is de top bedekt met sneeuw (gemiddeld 50 dagen per jaar) en de temperatuur kan dalen tot −27 °C.
Wind is onverbrekelijk verbonden met de Mont Ventoux. Met name de mistral (relatief koud en droog) kan zorgen voor plotselinge temperatuurdalingen. In het landschap rondom de Mont Ventoux is goed te zien hoe groot de invloed van deze krachtige noordenwind is. Hagen van populieren en cipressen dwars op de overheersende windrichting en zo klein mogelijke openingen in de noordwanden van agrarische gebouwen.

## Waterreservoir
Hoe dor de top van de Mont Ventoux ook lijkt, de berg functioneert toch als een groot waterreservoir. Regen- en smeltwater worden zeer snel door de kalksteen opgenomen. Het water vindt vervolgens zijn weg door een netwerk van ondergrondse waterlopen om vervolgens op verschillende plaatsen als bron tevoorschijn te komen: de bron Groseau in Malaucène bijvoorbeeld of de beroemde Fontaine-de-Vaucluse op een afstand van 30 kilometer ten zuiden van het massief. Ook de noordzijde van de Mont Ventoux kent talrijke bronnen. Ze liggen tussen de 1000 en 1788 meter, zoals de Fontfiole (1788 m), de Font-du-Contrat (1400 m) en de Fontaine-Froide (1000 m).

## Terrassen
Op de zuidelijke hellingen van het Ventouxmassief treft men nog op verschillende plaatsen een terrassenlandschap aan. Lokale namen voor deze terrassen met hun karakteristieke muren van gestapelde stenen zijn onder andere ‘restanques’ en ‘bancaous’. Ze zijn vaak eeuwen oud al is de exacte ouderdom meestal niet bekend. Nadat de oorspronkelijke vegetatie was verwijderd, bouwde men muurtjes van ongeveer 2 meter hoog. Op de min of meer vlak liggende terrassen werd een grote verscheidenheid aan agrarische cultures aangetroffen : olijf- en amandelbomen, graanverbouw, abrikoos, meekrap en jujube. Deze verscheidenheid maakte de lokale bevolking voor een groot deel zelfvoorziend.
Door de voortschrijdende mechanisatie en rationalisatie in de landbouw verloren de terrassen hun agrarische functie. Ze worden meer en meer verlaten en verwaarloosd. Het gevolg daarvan is dat hun bodembeschermende functie afneemt. De afwezigheid van agrarische culturen, in combinatie met verwaarloosde en dus afbrokkelende terrasmuurtjes, versnelt het erosieproces. Hellingen kunnen minder goed het regenwater vasthouden en de grond spoelt weg. Op een aantal plaatsen is men om deze reden begonnen met het herstel van de terrassen. De overheid stelt hiervoor onder voorwaarden subsidies beschikbaar.

## Vegetatie

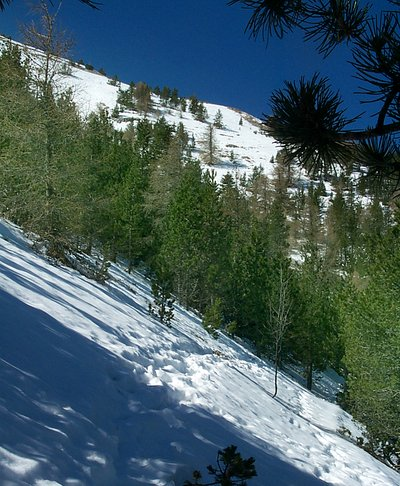
De noordelijke hellingen van de Mont Ventoux

In de loop der eeuwen is de vegetatie van het bergmassief aan veranderingen onderhevig geweest. Met name in de 19e eeuw viel de Mont Ventoux ten prooi aan grootschalige ontbossing. In 1836 was het gebergte nagenoeg ontbost. In 1861 begon de herbebossing van de zuidhellingen en vanaf 1888 die van de noordhellingen. Later is het gehele massief weer bebost op de kale top na. Door de hoogteverschillen en de bijbehorende variaties in het microklimaat is de verscheidenheid aan bomen groot. Van de loofbomen vindt men er de zachte eik, de steeneik en de beuk. Van de naaldbomen zijn onder andere de zeeden (typisch voor een mediterraan klimaat) aanwezig, naast de Atlasceder. Bomen die veel wind kunnen verdragen zoals de Oostenrijkse den of de bergden zijn goed aangepast aan de ruige weersomstandigheden op het bergmassief.
Ook van de bloemen kan worden gezegd dat de variatie in soorten is aangepast aan de microklimatologische omstandigheden. Naast mediterrane soorten op de lagere zuidelijke hellingen, vindt men alpiene soorten zoals de alpenanemoon, de alpenleeuwenbek en de gele gentiaan. Daarnaast is de kruisdistel een bekende verschijning op de kale rotsachtige hellingen. Op de wat rijkere kalkrijke bodems groeit de Turkse lelie. De steenbreek groeit in rotsspleten.

## Sport
De Mont Ventoux staat bekend om de sporten die erop worden uitgeoefend, met name de wielersport en de autosport.